# Jean Châtel
Jean Châtel (en francés medieval, Jean Chastel) (1575 - París, 29 de diciembre de 1594) fue un joven que intentó asesinar al rey Enrique IV de Francia.

## Biografía
Era hijo de un vendedor de sábanas y contaba con tan sólo 19 años cuando entró en el hotel de Gabriela de Estrées durante una audiencia real, en la cual acuchilló en el labio al rey cuando éste se disponía a levantar a dos hombres que se habían arrodillado ante él. Fue detenido en el acto y condenado a ser desmembrado en la plaza de Grève.
Durante la investigación, se descubrió que Châtel había asistido a la escuela jesuita de Clermont. En medio del ambiente regicida reinante, los jesuitas fueron acusados de inspirar el intento de asesinato, a pesar de la negación del acusado. Sus antiguos profesores, los padres Hay y Guéret fueron desterrados de Francia. Otros padres también fueron exiliados, la escuela embargada y los muebles vendidos. Los exiliados finalmente serán readmitidos por falta de pruebas.
Los miembros de la Santa Liga de París incluyeron en su lista de mártires a Châtel y Jean Boucher escribió su Apología.